# Гаррісбург (Пенсільванія)
Гаррісбург (англ. Harrisburg) — місто (англ. city) на південному сході США, в окрузі Дофін, на річці Сасквеганна, адміністративний центр штату Пенсільванія. Населення — 49 528 осіб (2010).

## Історія
До білої колонізації район населяло плем'я сасквеганнок, яке займалося примітивним землеробством, полюванням та збиранням, основою добробуту племені було посередництво в міновій торгівлі між індійськими племенами, що населяли басейни річок Делавер і Огайо. Перше документально підтверджене відвідування цих місць європейцями відбулося в 1608 році, коли сюди прибула англійська експедиція під проводом знаменитого Джона Сміта.
Засновник міста — валійский торговець Джон Гарріс — оселився на місці сучасного міста в 1718 р, ведучи торгівлю з індіанцями та підтримуючи в робочому стані переправу через Сасквеганну. Село під назвою Harris' Ferry («Гаррісів пором») була перейменована в 1785 р в Луїсбург (Louisbourg) в честь короля Людовика XVI. Ця назва не прижилася, і вже в 1791 р, коли воно офіційно отримало статус міста, поселення іменувалося Гаррісбург.
Гаррісбург був одним з пунктів, через який йшло заселення емігрантами територій на захід від узбережжя. Його транспортне значення зросло з відкриттям Пенсільванського каналу (1834), будівництвом залізниці (1836) і магістралі до Піттсбургу (1847). У 1812 р в Гаррісбург була перенесена столиця штату, в 1827 році тут було проведено Національні збори за тарифами, яке схвалило політику протекціонізму, а в 1839 р на першому загальнонаціональному з'їзді партії вігів на пост президента був висунутий Вільям Генрі Гаррісон.

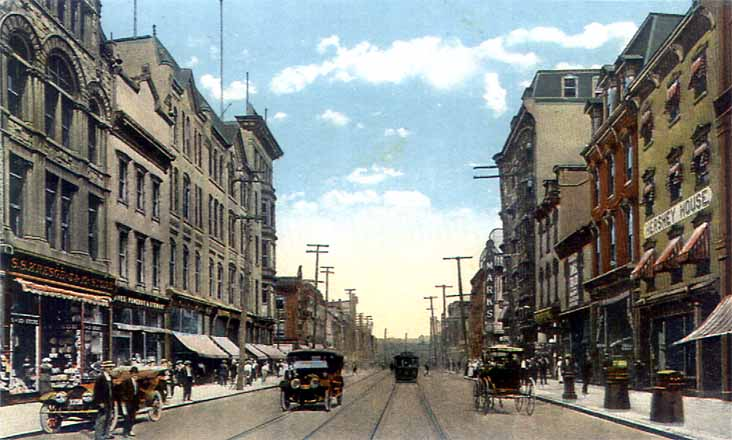
Гаррісбург, 1910 рік

Під час Громадянської війни Гаррісбург, як важливий транспортний вузол, що зв'язував Північний Схід з Середнім Заходом, був однією з цілей наступу армії півдня в 1862 і 1863 роках. Під час Геттісбергської кампанії, відчайдушної спроби генерала Лі переломити хід війни з багаторазово переважаючим противником, розвідзагін конфедератів був зупинений за все за 2 милі від міста. Це вважається самою північною битвою тієї війни.
Розвиток Гаррісбурга в останній третині XIX століття тісно пов'язаний з чорною металургією. Наявність робочих місць приваблювало в місто безліч іммігрантів, будувалися офісні будівлі, був запущений міський трамвай. З 1920-х почався занепад міста, промислові підприємства закривалися, білі жителі переїжджали в передмістя, центр міста перетворився на негритянське гетто. В даний час місто є банкрутом, а для більшої частини жителів основним доходом є соціальні виплати.

### Аварія на АЕС «Три-Майл Айленд»
Неподалеку від міста знаходиться АЕС «Три-Майл Айленд», на якій у 1979 році була найбільша у США ядерна аварія. До Чорнобильської аварії, що трапилася через сім років, аварія на АЕС «Три-Майл Айленд» вважалася найбільшою в історії світової ядерної енергетики і досі вважається найважчою ядерною аварією в США, у ході її була серйозно пошкоджена активна зона реактора, частина ядерного палива розплавилася.

## Географія
Гаррісбург розташований за координатами 40°16′33″ пн. ш. 76°53′6″ зх. д. / 40.27583° пн. ш. 76.88500° зх. д. (40.275891, -76.885020). За даними Бюро перепису населення США в 2010 році місто мало площу 30,73 км², з яких 21,06 км² — суходіл та 9,67 км² — водойми.

## Демографія

### Перепис 2010
Згідно з переписом 2010 року, у місті мешкало 49 528 осіб у 20 605 домогосподарствах у складі 10 626 родин. Густота населення становила 1612 осіб/км². Було 24269 помешкань (790/км²).
Расовий склад населення:
| - 52,4 % — чорних або афроамериканців - 30,7 % — білих - 3,5 % — азіатів - 0,5 % — корінних американців - 0,1 % — вихідців з тихоокеанських островів - 7,8 % — осіб інших рас |

До двох чи більше рас належало 5,2 %. Частка іспаномовних становила 18,0 % від усіх жителів.
За віковим діапазоном населення розподілялося таким чином: 26,8 % — особи молодші 18 років, 64,1 % — особи у віці 18—64 років, 9,1 % — особи у віці 65 років та старші. Медіана віку мешканця становила 32,2 року. На 100 осіб жіночої статі у місті припадало 92,7 чоловіків; на 100 жінок у віці від 18 років та старших — 88,6 чоловіків також старших 18 років.
Середній дохід на одне домашнє господарство становив 45 216 доларів США (медіана — 33 289), а середній дохід на одну сім'ю — 47 055 доларів (медіана — 35 478). Медіана доходів становила 36 595 доларів для чоловіків та 32 561 долар для жінок. За межею бідності перебувало 31,8 % осіб, у тому числі 47,0 % дітей у віці до 18 років та 21,3 % осіб у віці 65 років та старших.
Цивільне працевлаштоване населення становило 19 936 осіб. Основні галузі зайнятості: освіта, охорона здоров'я та соціальна допомога — 22,8 %, мистецтво, розваги та відпочинок — 13,1 %, науковці, спеціалісти, менеджери — 12,7 %.

### Перепис 2000
Середньорічний дохід на душу населення у 2000 році становила 15 787 доларів США. Середній вік містян — 33 роки. Рівень злочинності дуже високий, в 3,6 рази вище середнього в США та в 4 рази вище середнього по Пенсільванії.

## Економіка

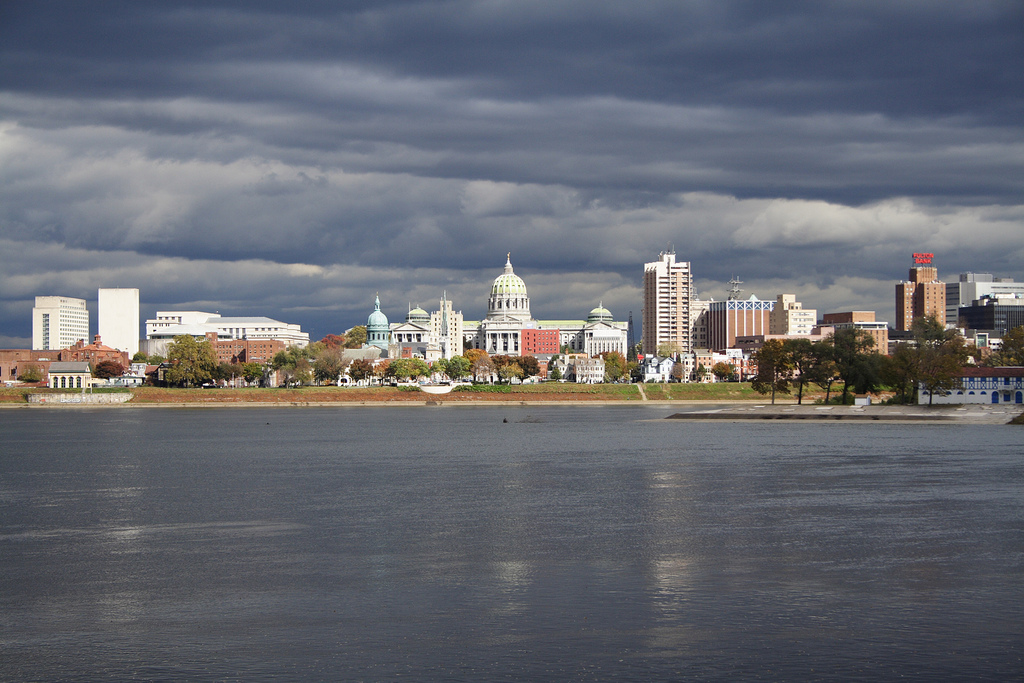
Капітолій

У Гаррісбурзі та його околицях розташовано кілька вищих навчальних закладів (включаючи відділення Пенсільванського університету), військові школи та військово-морські склади. Адміністрація штату засідає в Капітолії — білосніжною копії римського собору св. Петра висотою 84 метра (1906). У місті також є кілька музеїв, серед яких виділяється трохи перебудований будинок Джона Гарріса (1766).
У жовтні 2011 року місто оголошене банкрутом через наслідки світової фінансової кризи. Міська рада Гаррісбурга повідомила, що місто не в змозі виплатити $500-мільйонний борг, що у п'ять разів перевищує бюджет міста. Як повідомляється, основною причиною банкрутства міста стало «систематичне ненадання виплат за облігаціями, забезпеченими доходом від сміттєспалювального заводу», побудованого в 1972 році для вироблення пари та опалення прилеглих установ та сталеливарного заводу.